# Huatang (socken i Kina)
Huatang (kinesiska: 花塘, 花塘乡) är en socken i Kina. Den ligger i provinsen Hunan, i den södra delen av landet, omkring 320 kilometer söder om provinshuvudstaden Changsha. Antalet invånare är 14916. Befolkningen består av 7 144 kvinnor och 7 772 män. Barn under 15 år utgör 25,0 %, vuxna 15-64 år 64 %, och äldre över 65 år 9,0 %.
Genomsnittlig årsnederbörd är 1 932 millimeter. Den regnigaste månaden är maj, med i genomsnitt 308 mm nederbörd, och den torraste är oktober, med 38 mm nederbörd.